# Encyclopedia of Popular Music
A The Encyclopedia of Popular Music, enciclopédia de música, foi criada em 1989 pelo britânico Colin Larkin, sob a proposta de registrar definitivamente a música popular de forma séria e histórica tanto quanto a música erudita. 

## Edições
- Guinness Encyclopedia Of Popular Music, Guinness Publishing 1992, ed. Larkin Colin.
- Guinness Encyclopedia Of Popular Music, Guinness Publishing 1995 (UK), ed. Larkin, Colin.
- The Encyclopedia Of Popular Music), Macmillan (UK/USA) 1999, ed. Larkin, Colin.
- The Encyclopedia Of Popular Music, Oxford University Press (UK/USA) 2006, ed. Larkin, Colin.

### Edições concisas
- Guinness Encyclopedia Of Popular Music Concise Edition, Guinness Publishing 1993, ed. Larkin, Colin.
- The Virgin Encyclopedia Of Popular Music, Concise Edition, Virgin Books (UK), 1997, ed. Larkin, Colin.
- The Virgin Encyclopedia Of Popular Music, Concise (3rd Edition), Virgin Books (UK), 1999, ed. Larkin, Colin.
- The Virgin Encyclopedia Of Popular Music, Concise (4th Edition), Virgin Books (UK), 2002, ed. Larkin, Colin.
- The Encyclopedia of Popular Music: Concise (5th Edition), Omnibus Press 2007, ed. Larkin, Colin